# المعادلات (كتاب)
المعادلات  كتاب للعالم الرياضي شرف الدين الطوسي. وضع فيه الطوسي أصول ما عرف بعده بالتوابع والدوال. وبين الطوسي أيضا ما سماه بعض المتأخرين طريقة روفيني-هورنر لتحصيل جذر المعادلة المكعبة بالتقريب.

## الوصلات الخارجية
- كتاب المعادلات للطوسي في مكتبة قطر الرقمية